# Pęcherzyki zewnątrzkomórkowe
Pęcherzyki zewnątrzkomórkowe (ang. Extracellular Vesicles, EVs) – małe, kuliste struktury biologiczne, o średnicy do ok. 5000 nm, posiadające dwuwarstwową błonę lipidową, które są uwalniane przez wszystkie organizmy żywe do przestrzeni pozakomórkowej w warunkach fizjologicznych, a także w stanach patologicznych.
Można stwierdzić ich obecność we wszystkich płynach ustrojowych i macierzy międzykomórkowej. W swoim wnętrzu zawierają bogaty skład biomolekuł, a na powierzchni swoiste markery. Pęcherzyki zewnątrzkomórkowe nie mają zdolności replikacji, a ich podstawową funkcją wydaje się być komunikacja międzykomórkowa (bez bezpośredniego kontaktu), w celu przekazywania informacji (np. sygnalizacja, koordynacja działania).
Ich liczba i skład są zależne od ich źródła i podłoża ich powstawania (zdrowie lub choroba).
Pod względem średnicy i innych cech wyróżnia się następujące pęcherzyki zewnątrzkomórkowe:
- małe
  - egzomery – niebłonowe, najmniejsze twory o średnicy poniżej 50 nm
  - egzosomy – najmniejsze prawdziwe pęcherzyki, o średnicy ok. 30-150 nm
  - ektosomy – o średnicy ok. 100-1000
- duże
  - migrasomy – o średnicy 500–3000 nm
  - ciałka apoptotyczne, pęcherzyki apoptotyczne  – o średnicy ok. 1000-5000 
  - onkosomy – o średnicy 1000–10000 nm.

Ponieważ pęcherzyki zewnątrzkomórkowe znajdują się w wielu płynach ustrojowych, takich jak: surowica, mocz, mleko, pot, łzy czy nasienie, badanie ich składników (cargo) może być dogodną metodą diagnostyczną wielu chorób np. nowotworów złośliwych, cukrzycy czy chorób układu krążenia.

## Historia
Po raz pierwszy stwierdzono występowanie pęcherzyków zewnątrzkomórkowych pod koniec lat 60. XX wieku.